# Вавилов, Афанасий Петрович
Афанасий Петрович Вавилов (4 (17) марта 1902, с. Безруково, Пензенская губерния — 2 сентября 1964, Москва) — деятель советской военной прокуратуры, генерал-лейтенант юстиции (1945, в 1955 лишён звания).

## Биография
В РККА с 1920 года. В 1920—1922 годах — оперативный сотрудник, комиссар, уполномоченный особого отдела 5-й армии. Участвовал в подавлении Кронштадтского восстания (1921). В 1922—1930 — следователь военных трибуналов Восточно-Сибирского военного округа, Туркестанского фронта, 17-й стрелковой дивизии, 3-го стрелкового корпуса, отдельной дивизии особого назначения им. Ф. Э. Дзержинского. С декабря 1930 года по февраль 1933 года — прокурор при наркоме юстиции СССР. С февраля 1933 года по сентябрь 1934 года — помощник военного прокурора военной прокуратуры ОГПУ (затем НКВД) Московской области. С сентября 1934 года по ноябрь 1935 года — военный прокурор Главной военной прокуратуры РККА. С ноября 1935 по август 1937 года — заместитель военного прокурора, с августа 1937 по август 1938 года — военный прокурор военной прокуратуры НКВД Московской области. С августа 1938 по июнь 1941 — военный прокурор военной прокуратуры войск НКВД Московского военного округа.
В июле — октябре 1941 года — военный прокурор Резервного фронта, в октябре — ноябре 1941 года — 53-й армии, с ноября 1941 года по сентябрь 1942 — Среднеазиатского военного округа. С сентября 1942 по январь 1944 года — заместитель Главного прокурора Военно-Морского флота.
С января 1944 по март 1946 — заместитель Прокурора СССР, с марта 1946 по 1954 год — Генерального прокурора СССР. В 1950—1954 годах одновременно Главный военный прокурор.
В должности заместителя Генерального прокурора СССР руководил работой по надзору за расследованием спецдел в органах НКГБ-МГБ СССР. В частности, в 1950 году подписал обвинительное заключение по «ленинградскому делу».
После пересмотра «ленинградского дела» и реабилитации всех осуждённых (1954) был снят с должности. Постановлением Совета Министров СССР от 6 августа 1955 года разжалован до рядового и уволен из Вооружённых сил. Указом Президиума Верховного Совета СССР лишён всех наград.
С 1955 работал в органах прокуратуры в Сибири и Москве.
Похоронен на Головинском кладбище.

## Звания
- 18.04.1943 — генерал-майор юстиции;
- 05.07.1945 — Генерал-лейтенант юстиции  (лишён звания 06.08.1955)

## Награды
- 3 Ордена Ленина (1945, 1947, 1950);
- 2 Ордена Красного Знамени (1944, 1950);
- Орден Красной Звезды (1943);
- Орден «Знак Почёта» (1940):
- медали.

Лишён всех наград в 1955 году.